# Rhiannon Adam
Rhiannon Adam (née en 1985) est une artiste et photographe irlandaise.

## Biographie
Adam est née à Cork, en Irlande, et vit à Hackney, à Londres.
En 2015, elle a été sélectionnée pour le programme Journey of a Lifetime, dirigé par la Royal Geographical Society et Radio 4 de la BBC. Elle a passé trois mois dans les îles Pitcairn et s'est inspirée de ces expériences pour créer une pièce radio, et un livre, Big Fence / Pitcairn Island (2022).
Dreamlands, Wastelands (2014) parle des stations balnéaires fréquentées par les Britanniques, centrées sur Benidorm et Margate. Il est réalisé à l'aide de films instantanés Polaroid périmés.
Adam a également publié le livre Polaroid: The Missing Manual, The Complete Creative Guide (2017)[réf. souhaitée].
En 2022, elle a été nommée comme l'un des huit membres d'équipage du Projet DearMoon, une mission de tourisme lunaire et un projet artistique dont le lancement est prévu en 2023. Si le vol se réalise, elle deviendrait la première irlandaise dans l'espace[réf. souhaitée].

## Livres
- Le grand livre du Polaroid (2017), Eyrolles —  (ISBN 978-2-212-67447-7)